# Налоговая система Швейцарии
Налоги в Швейцарии взимаются Швейцарской Конфедерацией, кантонами и муниципалитетами.

## Правовая база

### Фискальный суверенитет
Швейцария является федеративной республикой, в которой суверенитет входящих в её состав государств (кантонов) ограничен перечисленными полномочиями, делегированными федеральному государству (Конфедерации) в соответствии с федеральной конституцией. Следовательно, первоначальные полномочия по взиманию налогов принадлежат отдельным кантонам Швейцарии в соответствии с их конституциями. В рамках полномочий, делегированных им кантональным законодательством, муниципалитеты также могут взимать налоги. Объём этих полномочий варьируется от кантона к кантону. Хотя формальные рамки наиболее важных кантональных прямых налогов были унифицированы Федеральным законом о гармонизации налогов 1990 года, кантоны (и, в зависимости от обстоятельств, муниципалитеты) остаются свободными в установлении своих налоговых ставок или новых налогов, за исключением объектов налогообложения, уже облагаемых в соответствии с федеральным законодательством.
После Второй мировой войны федеральная конституция разрешает Конфедерации взимать ряд налогов, наиболее значительными из которых являются подоходный налог, налог у источника и налог на добавленную стоимость. Однако Швейцария уникальна среди современных суверенных государств тем, что полномочия по взиманию этих налогов ограничены по срокам и масштабам. Конституция устанавливает верхний предел федеральных налоговых ставок и приводит к тому, что федеральные полномочия по взиманию налогов истекают в 2020 году. Для продления этих полномочий требуется конституционная поправка, которая должна быть одобрена на всенародном референдуме большинством голосов населения и кантонов. Если продление полномочий не будет одобрено на референдуме (как это происходило шесть раз с 1958 года), Конфедерация может быть распущена из-за отсутствия средств. Все попытки снять это ограничение путем внесения поправок в конституцию, предусматривающих создание постоянного федерального органа, уполномоченного взимать налоги, были отклонены парламентом или — не менее пяти раз — всенародным голосованием, последний раз в 1991 году.

### Конституционные ограничения на налогообложение
Федеральная конституция налагает определённые ограничения на налогообложение на федеральном, кантональном и муниципальном уровнях. Прежде всего, она предусматривает, что никакие налоги не могут взиматься, кроме случаев, предусмотренных федеральным, кантональным или муниципальным законом. Поскольку законы всех уровней могут быть вынесены на всенародный референдум, ставки налогов в Швейцарии на практике устанавливаются непосредственно избирателями с помощью инструментов прямой демократии.
Согласно конституции, налогообложение должно быть общим и равным по своему характеру, и оно должно быть пропорционально платежеспособности человека. Федеральный Верховный суд интерпретировал это как запрет регрессивного налога, хотя налоги с фиксированной ставкой (введенные в нескольких кантонах) считаются конституционными учеными в области налогового права. Более того, двойное налогообложение в нескольких кантонах конституционно запрещено, как и конфискационная ставка налога.

## Прямые налоги с физических лиц

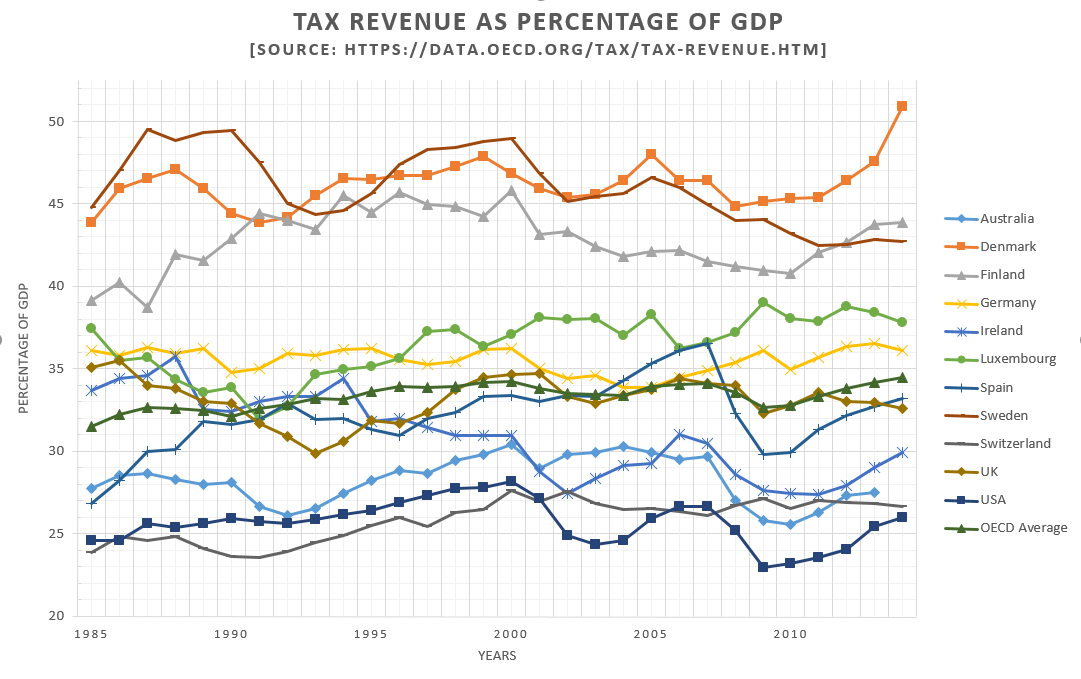
Общий объём налоговых поступлений в процентах от ВВП в Швейцарии за последние несколько десятилетий в сравнении с другими высокоразвитыми государствами

Все лица, проживающие в Швейцарии, несут ответственность за налогообложение своих доходов и имущества по всему миру, за исключением доходов и имущества от иностранного бизнеса или недвижимости, а также в случаях, когда налоговые соглашения ограничивают двойное налогообложение. Для целей налогообложения резидентство также может возникнуть, если человек находится в Швейцарии в течение 30 дней или 90 дней, если он не работает. Кроме того, нерезиденты облагаются налогом на определённые швейцарские активы или на доходы из определённых швейцарских источников, например, от недвижимости, постоянных коммерческих предприятий или пенсий. Доходы и активы супругов объединяются и облагаются налогом совместно, но по более низкой ставке, чтобы компенсировать эффект прогрессии налогообложения.

### Подоходный налог
Конфедерация и кантоны взимают с доходов физических лиц либо прогрессивный, либо пропорциональный подоходный налог. Подоходный налог взимается в виде налога на заработную плату с иностранных работников, не имеющих разрешения на постоянное проживание (C), а также в виде налога у источника с некоторых временно проживающих лиц, например, иностранных музыкантов, выступающих в Швейцарии.
Налогооблагаемый доход включает все средства, поступающие к лицу из всех источников, в принципе без вычета потерь или расходов, и включая арендную стоимость дома, в котором проживает его владелец. Однако прирост капитала от частной собственности (например, прибыль от продажи акций) не облагается налогом, за исключением случаев, когда кантоны взимают налог на прирост капитала от недвижимости. Определённые расходы также подлежат вычету. К ним относятся выплаты социального обеспечения или пенсионного фонда, расходы, связанные с получением дохода (например, расходы на работу и содержание недвижимости), а также алименты. Подарки и наследство также освобождаются от подоходного налога, но облагаются отдельными кантональными налогами.
Неработающие иностранцы, проживающие в Швейцарии, могут выбрать уплату единовременного налога вместо обычного подоходного налога. Этот налог, который обычно намного ниже обычного подоходного налога, номинально взимается с расходов на проживание налогоплательщика, но на практике (которая варьируется в разных кантонах) обычно в качестве основы для единовременного налогообложения используется пятикратный размер арендной платы, выплачиваемой налогоплательщиком. Этот вариант способствует статусу Швейцарии как налоговой гавани и побуждает многих богатых иностранцев жить в Швейцарии.
В 2011 году федеральный подоходный налог варьировался от скобки в 1 % (для одиноких налогоплательщиков) и 0,77 % (для супружеских налогоплательщиков) до максимальной ставки в 11,5 %. Лица, зарабатывающие менее 13 600, и семейные пары, зарабатывающие менее 27 000 швейцарских франков, освобождаются от уплаты налога. На уровне кантонов налоговые ставки сильно варьируются, Обвальден адаптировал единый налог 1,8 % на все личные доходы после кантонального референдума в 2007 году. В большинстве кантонов ставка пропорциональна, максимальная ставка в Берне составляет 6,5 %, в Цюрихе — 13 %, а в Женеве — 17,58-,76 % (в зависимости от того, как взимается налог — отдельно или совместно).

### Налог на богатство
Пропорциональный налог на богатство в размере от 0,3 до 0,5 процента взимается кантонами с чистых активов физических лиц. Налог взимается со стоимости всех активов (таких как недвижимость, акции или фонды) после вычета любых долгов.

### Налоги по кантонам
|                           | Доход одного человека | Доход одного человека | Доход одного человека | Доход одного человека | Доход одного человека | Доход одного человека | Доход одного человека |  | Доход супружеской пары с 2 детьми | Доход супружеской пары с 2 детьми | Доход супружеской пары с 2 детьми | Доход супружеской пары с 2 детьми | Доход супружеской пары с 2 детьми | Доход супружеской пары с 2 детьми | Доход супружеской пары с 2 детьми |
| Кантоны                   | 20 000                | 40 000                | 60 000                | 80 000                | 100 000               | 200 000               | 500 000               |  | 20 000                            | 40 000                            | 60 000                            | 80 000                            | 100 000                           | 200 000                           | 500 000                           |
| Цюрих                     | 477                   | 2149                  | 4577                  | 7629                  | 11 018                | 31 411                | 108 877               |  | 48                                | 85                                | 1092                              | 2791                              | 4882                              | 20 624                            | 90 318                            |
| Берн                      | 511                   | 3847                  | 7567                  | 11 369                | 15 483                | 39 496                | 120 369               |  | 0                                 | 0                                 | 1756                              | 5336                              | 8517                              | 28 806                            | 106 809                           |
| Люцерн                    | 278                   | 3025                  | 6170                  | 9370                  | 12 552                | 29 586                | 87 002                |  | 50                                | 50                                | 1319                              | 3634                              | 6331                              | 22 204                            | 79 707                            |
| Ури                       | 266                   | 2944                  | 5367                  | 8001                  | 10 589                | 23 817                | 64 149                |  | 100                               | 100                               | 1545                              | 4193                              | 6752                              | 19 303                            | 59 634                            |
| Швиц                      | 545                   | 1952                  | 3862                  | 6120                  | 8583                  | 21 211                | 57 276                |  | 0                                 | 54                                | 1125                              | 2619                              | 4024                              | 15 761                            | 53 702                            |
| Обвальден                 | 340                   | 2596                  | 5042                  | 7502                  | 9907                  | 22 029                | 58 451                |  | 0                                 | 0                                 | 1604                              | 4199                              | 6523                              | 18 578                            | 54 999                            |
| Нидвальден                | 361                   | 2530                  | 5137                  | 7905                  | 10 709                | 25 455                | 65 696                |  | 50                                | 50                                | 812                               | 2756                              | 5196                              | 19 159                            | 62 707                            |
| Гларус                    | 581                   | 2837                  | 5572                  | 8874                  | 12 164                | 30 297                | 94 726                |  | 0                                 | 357                               | 2361                              | 4390                              | 6793                              | 23 237                            | 81 708                            |
| Цуг                       | 148                   | 1049                  | 2197                  | 3586                  | 5729                  | 19 488                | 51 434                |  | 0                                 | 0                                 | 0                                 | 359                               | 1059                              | 6943                              | 45 645                            |
| Фрибур                    | 601                   | 3372                  | 6893                  | 10 986                | 15 443                | 40 909                | 111 188               |  | 0                                 | 124                               | 1406                              | 3633                              | 6242                              | 27 191                            | 105 740                           |
| Золотурн                  | 803                   | 3707                  | 7479                  | 11 546                | 15 770                | 39 274                | 108 967               |  | 80                                | 375                               | 2921                              | 5364                              | 8672                              | 29 143                            | 101 170                           |
| Базель-Штадт              | 0                     | 2770                  | 7034                  | 11 322                | 15 586                | 37 075                | 110 510               |  | 0                                 | 0                                 | 0                                 | 2987                              | 7251                              | 28 739                            | 93 319                            |
| Базель-Ланд               | 0                     | 2617                  | 6498                  | 10 917                | 15 667                | 41 732                | 124 296               |  | 0                                 | 0                                 | 0                                 | 2534                              | 6180                              | 28 722                            | 107 828                           |
| Шаффхаузен                | 569                   | 2970                  | 6180                  | 9961                  | 14 150                | 36 512                | 97 717                |  | 60                                | 90                                | 1863                              | 4280                              | 6645                              | 25 079                            | 93 525                            |
| Аппенцелль-Аусерроден     | 697                   | 3161                  | 6249                  | 9809                  | 13 503                | 33 396                | 89 536                |  | 0                                 | 409                               | 2739                              | 5075                              | 7664                              | 26 582                            | 86 494                            |
| Аппенцелль-Иннерроден     | 629                   | 2601                  | 4993                  | 7525                  | 10 308                | 24 883                | 64 824                |  | 0                                 | 480                               | 1670                              | 3155                              | 5392                              | 19 336                            | 62 455                            |
| Санкт-Галлен              | 376                   | 3141                  | 7102                  | 11 475                | 16 116                | 39 961                | 106 857               |  | 0                                 | 0                                 | 1015                              | 3622                              | 6531                              | 28 108                            | 99 717                            |
| Граубюнден                | 22                    | 2251                  | 5403                  | 8962                  | 12 585                | 32 274                | 93 439                |  | 0                                 | 0                                 | 390                               | 2691                              | 5204                              | 22 378                            | 82 271                            |
| Аргау                     | 0                     | 2375                  | 5722                  | 9283                  | 13 004                | 32 960                | 98 249                |  | 0                                 | 122                               | 1283                              | 3237                              | 5839                              | 23 388                            | 85 035                            |
| Тургау                    | 179                   | 2807                  | 6043                  | 9344                  | 12 704                | 31 388                | 91 205                |  | 0                                 | 0                                 | 683                               | 3109                              | 5747                              | 22 647                            | 80 293                            |
| Тичино                    | 307                   | 1998                  | 5295                  | 9065                  | 13 138                | 35 748                | 110 578               |  | 40                                | 40                                | 721                               | 1841                              | 4189                              | 24 016                            | 99 484                            |
| Во                        | 0                     | 2020                  | 7713                  | 11 754                | 16 027                | 41 897                | 131 490               |  | 0                                 | 0                                 | 630                               | 3930                              | 9068                              | 27 754                            | 110 347                           |
| Вале                      | 34                    | 2757                  | 5718                  | 9572                  | 13 876                | 40 477                | 111 349               |  | 34                                | 34                                | 477                               | 2362                              | 4104                              | 22 601                            | 94 233                            |
| Невшатель                 | 474                   | 3631                  | 7944                  | 12 388                | 17 002                | 43 531                | 116 508               |  | 0                                 | 350                               | 2447                              | 6270                              | 9516                              | 32 577                            | 111 752                           |
| Женева                    | 25                    | 1969                  | 5788                  | 10 398                | 15 103                | 39 708                | 123 070               |  | 25                                | 25                                | 25                                | 348                               | 3093                              | 24 145                            | 98 891                            |
| Юра                       | 479                   | 3380                  | 7175                  | 11 817                | 16 441                | 42 682                | 125 006               |  | 0                                 | 0                                 | 1616                              | 4710                              | 8593                              | 30 506                            | 110 001                           |
| ------------------------- | --------------------- | --------------------- | --------------------- | --------------------- | --------------------- | --------------------- | --------------------- |  | --------------------------------- | --------------------------------- | --------------------------------- | --------------------------------- | --------------------------------- | --------------------------------- | --------------------------------- |
| Только федеральные налоги | 0                     | 133                   | 432                   | 936                   | 1838                  | 9976                  | 45 268                |  | 0                                 | 0                                 | 0                                 | 0                                 | 87                                | 6002                              | 40 842                            |

## Корпоративное налогообложение

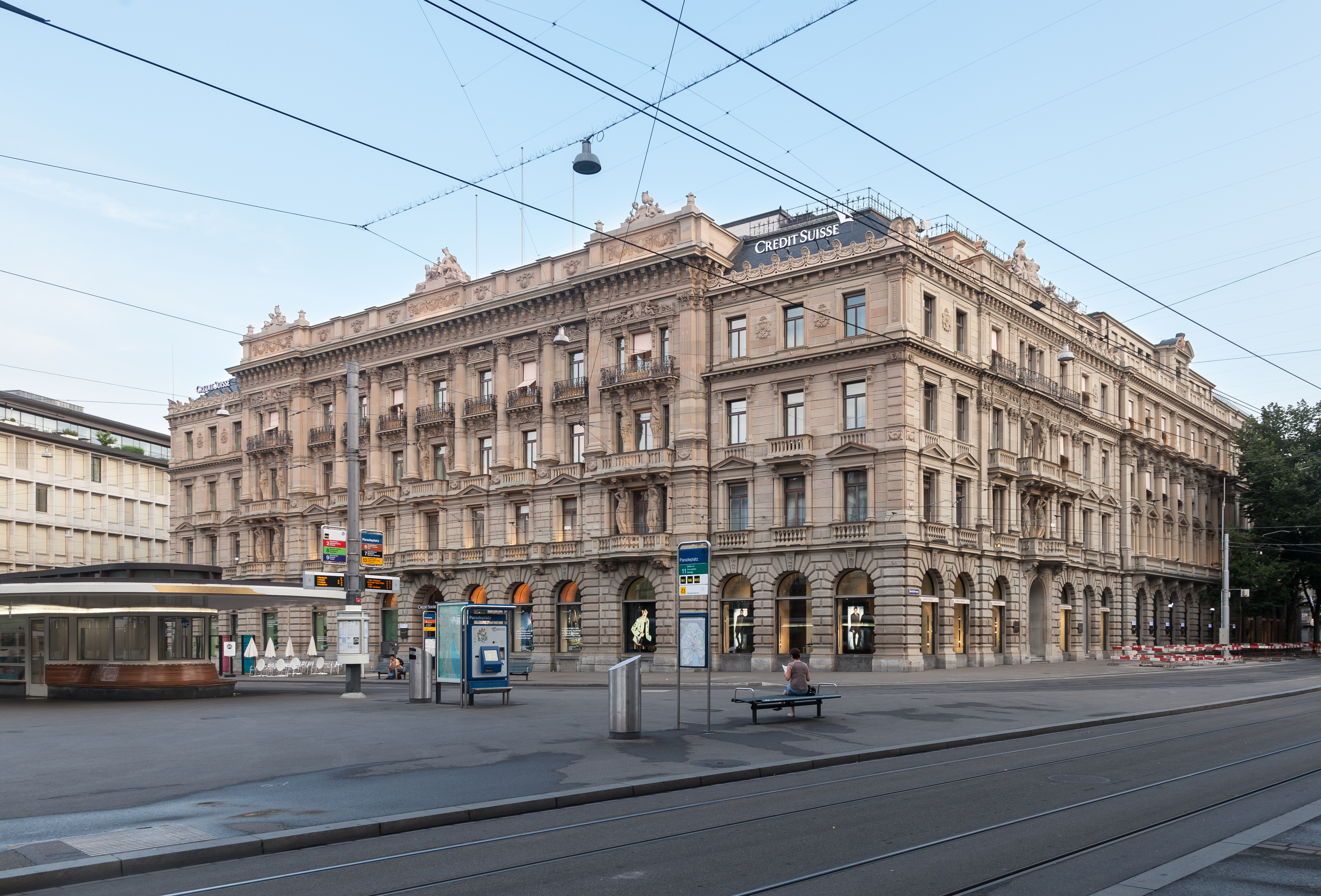
Швейцарские корпорации облагаются комбинированными налогами. На фото: Credit Suisse

В Швейцарии действует «классическая» система корпоративного налогообложения, при которой корпорация и её владельцы или акционеры облагаются налогом по отдельности, что приводит к экономическому двойному налогообложению. Все субъекты права подлежат налогообложению прибыли и капитала, за исключением благотворительных организаций. Налоговая ответственность возникает, если юридическое местонахождение или эффективное управление корпорацией находится в Швейцарии. Если компании-нерезиденты имеют швейцарские источники дохода, такие как коммерческие предприятия или недвижимость, они также подлежат налогообложению. И наоборот, в качестве односторонней меры по ограничению двойного налогообложения, прибыль от иностранных коммерческих предприятий или недвижимости освобождается от налогообложения.

### Налог на прибыль
Конфедерация (по единой ставке 8,5 %) и кантоны (по разным ставкам) взимают пропорциональный или прогрессивный налог на прибыль предприятий. Налог рассчитывается на основе чистой прибыли, отраженной в корпоративном отчете о финансовых результатах, скорректированной для целей налогообложения. Например, расходы, не имеющие деловой причины, такие как чрезмерная амортизация, начисления или резервы, а также замаскированные дивиденды облагаются налогом как прибыль.
Ряд положений ограничивает двойное налогообложение прибыли на корпоративном уровне и способствует статусу налоговой гавани Швейцарии. Прежде всего, «освобождение от участия» предоставляется компаниям, владеющим 20 и более процентами акций других компаний; сумма налога на соответствующую прибыль уменьшается пропорционально проценту акций, находящихся в их собственности. Только на кантональном уровне для чистых холдинговых компаний действует «привилегия холдинга». Они освобождаются от кантонального налога на прибыль корпораций. Более того, кантональное законодательство предоставляет «привилегию домициля» компаниям, которые управляются только в Швейцарии, но их бизнес ведется за рубежом, включая шелл-компании. Кантоны облагают налогом лишь около 10 процентов от общемировой прибыли таких компаний.

### Налог на капитал
Пропорциональный налог взимается кантонами (по разным ставкам) с Eigenkapital (собственного капитала) компаний. Тонкокапитализированные компании облагаются налогом, кроме того, на обязательства, которые выполняют функцию собственного капитала. Это также означает, что долги, выплаченные по таким обязательствам, не могут быть вычтены для целей налога на прибыль и облагаются федеральным налогом у источника выплаты.

## Прочие федеральные налоги

### Налог на добавленную стоимость
Налог на добавленную стоимость (НДС; Mehrwertsteuer / Taxe sur la valeur ajoutée / Imposta sul valore aggiunto) является одним из основных источников финансирования Конфедерации. Он взимается по ставке 7,7 процента с большинства видов коммерческого обмена товарами и услугами. Некоторые виды обмена облагаются пониженным НДС в размере 2,5 процента:
- Продукты питания (кроме алкогольных напитков)
- Крупный рогатый скот, домашняя птица, рыба
- Семена, живые растения, срезанные цветы
- Зерно
- Корма для животных и удобрения
- Лекарства
- Газеты, журналы, книги и другая печатная продукция, не носящая рекламного характера, виды которой устанавливаются Федеральным советом
- Услуги радио- и телекомпаний (исключение: в отношении услуг коммерческого характера применяется обычная ставка)

Специальная ставка в размере 3,7 % применяется в гостиничном бизнесе. Другие виды обмена, включая обмен медицинскими, образовательными и культурными услугами, не облагаются налогом, равно как и поставки товаров и оказание услуг за рубежом. Сторона, предоставляющая услугу или поставляющая товар, несет ответственность за уплату НДС, но налог обычно передается покупателю как часть цены.
В 2014 году общий доход от НДС составил почти 11 млрд швейцарских франков (по короткой шкале) на 866 млрд швейцарских франков облагаемых налогом продаж. В 2013 году выручка и продажи составили 10,3 млрд швейцарских франков и 858 млрд франков соответственно.

### Федеральный налог у источника выплаты
Федеральный налог у источника (Verrechnungssteuer / impôt anticipé / Imposta preventiva) взимается с определённых видов доходов, в первую очередь с дивидендов, процентов по банковским кредитам и облигациям, доходов от ликвидации, выигрышей в лотерею и выплат страховых компаний и частных пенсионных фондов. Должник по таким платежам несет ответственность за уплату налога; он должен уплатить кредитору только чистую сумму. Ставка налога составляет 35 % на доходы от движимого капитала и на выигрыши в лотерею в размере 1 млн франков и более, 15 % на пожизненные ренты и пенсии и 8 % на другие страховые выплаты.
В отношении кредиторов, проживающих в Швейцарии, налог у источника является лишь средством обеспечения уплаты налога на доход или прибыль, из которого кредитор может затем удержать уже удержанную сумму или потребовать её возврата. То же самое относится к иностранным кредиторам в той мере, в какой это предусмотрено налоговым соглашением. Другие иностранные кредиторы не имеют права на возврат; в отношении них налог у источника является настоящим налогом.

### Гербовые пошлины
Гербовые пошлины — это группа федеральных налогов, взимаемых с определённых коммерческих операций. Название является анахронизмом и восходит к тому времени, когда такие налоги взимались с помощью физических марок. Налог на эмиссию (Emissionssteuer / Tassa di emissione) взимается при выпуске определённых ценных бумаг, таких как акции и облигации. Исключения делаются, в частности, для ценных бумаг, выпущенных в ходе коммерческой реорганизации, а первый миллион швейцарских франков привлеченных средств фактически освобождается от налогообложения. Налог составляет один процент от привлеченных средств и уплачивается эмитентом. Торговля шелл-компаниями (Mantelhandel) также облагается налогом на эмиссию.
Налог на перевод ценных бумаг (Umsatzsteuer / Imposta sulla cifra d’affari) взимается при торговле определёнными ценными бумагами определёнными квалифицированными трейдерами (Effektenhändler; в основном это биржевые маклеры и крупные холдинговые компании). Налог составляет 0,15 или 0,3 процента в зависимости от того, торгуются ли швейцарские или иностранные ценные бумаги. Наконец, налог на страховые премии в размере 5 или 2,5 процента взимается с определённых страховых премий.

### Таможенные пошлины
Конфедерация может взимать таможенные пошлины и другие сборы при трансграничном перемещении товаров, ввозимых на таможенную территорию Швейцарии. Ставки почти исключительно зависят от веса (например, CHF X за 100 кг брутто). Доходы от таможенных пошлин поступают в федеральную казну и в 2016 году составили около 1,13 млрд швейцарских франков.

### Налог на казино
После исключения запрета на казино из Конституции в 1993 году Конфедерация получила право взимать специальный налог с доходов казино. Налог не может превышать 80 % от валового дохода от игорного бизнеса и направляется в фонд AHV/IV.

#### Шкалы налогообложения
Гранд казино, владеющие концессией типа А: неограниченные ставки, неограниченное количество настольных игр и игровых автоматов. В настоящее время действуют 8 казино Grand. Базовая ставка налога составляет 40 процентов на первые 10 миллионов швейцарских франков валового игрового дохода. На каждый дополнительный миллион ставка налога увеличивается на 0,5 процента, пока не достигнет максимальной ставки в 80 процентов.
Казино, имеющие концессию типа В: ограниченные ставки, ограниченный выбор настольных игр и ограниченное количество игровых автоматов. В настоящее время действуют 13 казино. Базовая ставка налога составляет 40 процентов на первые 10 миллионов швейцарских франков валового игрового дохода. На каждый дополнительный миллион ставка налога увеличивается на 0,5 процента до достижения максимальной ставки в 80 процентов.

### Специальные налоги на потребление
Конфедерация взимает специальные потребительские налоги на импорт или производство табака, пива, минерального масла, автомобилей и спиртных напитков.

### Налог на освобождение от военной службы
Каждый швейцарец обязан проходить военную службу (ст. 59 п. 1 Cst). Тот, кто по какой-либо причине не может (полностью или частично) выполнить эту обязанность лично, проходя военную или гражданскую службу, должен заплатить налог на освобождение от военной службы.
Налог на освобождение от уплаты налога составляет 3 швейцарских франка на 100 швейцарских франков дохода, подлежащего налогообложению, но не менее 400 швейцарских франков. Однако он уменьшается в зависимости от общего количества дней службы, проведенных к концу соответствующего года. Снижение составляет одну десятую за 50-99 дней военной службы (75-149 дней гражданской службы), плюс ещё одна десятая за каждые дополнительные 50 дней военной службы (75 дней гражданской службы) или их доли.
Оценка налога на освобождение проводится ежегодно, как правило, в год, следующий за соответствующим годом. Право на возврат уплаченного налога на освобождение от службы имеют только те, кто отработал общее количество дней обязательной службы. В 2016 году доход от налога на освобождение от военной службы составил приблизительно 174 млн швейцарских франков.

## Прочие кантональные налоги
Помимо вышеперечисленных налогов, кантоны могут вводить и другие. В нескольких кантонах взимается налог на наследство (Erbschaftssteuer / Imposta di successione) и налог на дарение (Schenkungssteuer / Imposta di donazione), хотя наблюдается тенденция к их отмене. Кроме того, согласно федеральному законодательству кантоны обязаны взимать налог на прибыль от продажи недвижимости (Grundstückgewinnsteuer / impôt sur les gains immobiliers / Imposta sugli utili immobiliari). Большинство из них также взимают налог на стоимость проданной недвижимости (Handänderungssteuer / impôt sur les mutations / Tassa di mutazione), чтобы препятствовать спекуляциям с недвижимостью. Налоги также часто взимаются с владельцев собак и автомобилей, с лотерей, с продажи билетов на общественные развлечения или с ночлега в определённых туристических местах.

### Налог на казино
Все кантоны, в которых казино имеют концессию типа B, внесли изменения в свое налоговое законодательство и ввели налог на валовый игровой доход казино. Этот налог не может составлять более 40 процентов от общей суммы налога на казино, подлежащего уплате в Конфедерацию.

## Налоговые ставки и статистика
В 2016 году в Швейцарии было собрано около 183 млрд швейцарских франков налогов, из которых 65,5 млрд было собрано Конфедерацией, 46 млрд — кантонами, 28 млрд — муниципалитетами и 45 млрд — в виде взносов на социальное обеспечение. В 2016 году общая налоговая ставка составила 27,8 процента от ВВП. Эффективная ставка индивидуального налога значительно варьируется в зависимости от кантона и муниципалитета проживания. Например, в 2006 году компании, облагаемые обычным налогом, платили от 13 до 25 процентов подоходного налога, а максимальные ставки индивидуального налога в крупных городах варьировались от 12,3 процента в кантоне Цуг до 32,3 процента в кантоне Юра.

## Уклонение от уплаты налогов
В зависимости от характера рассматриваемого налога, уголовные преступления, связанные с неуплатой налогов, регулируются кантональными и федеральными законами существенно по-разному. Однако в законах проводится различие между уклонением от уплаты налогов и налоговым мошенничеством. Первое классифицируется как проступок (Übertretung / нарушение) и наказывается штрафом в размере от 33 % до 300 % от суммы уклонения от уплаты налогов. Налоговое мошенничество имеет место, если уклонение от уплаты налогов совершается путем использования поддельных документов в обманных целях, что является преступлением (Vergehen / crime) и наказывается дополнительным лишением свободы на срок до трех лет или дополнительным штрафом в размере до 30 000 швейцарских франков.